# Convento de Santos-o-Novo
El Convento de Santos-o-Novo es un histórico edificio localizado en la Calçada Cruz da Pedra, n.º 44, de Lisboa, barrio de Xabregas. 
Construido a inicios del siglo XVII, durante el reinado de D. Feilipe II de Portugal para las monjas Comendadoras de la Orden de Santiago. Parcialmente destruido por el terremoto de 1755, fue después restaurado.
Aunque las órdenes religiosas quedaron extinguidas en 1834, las Comendadoras Honorárias de la Orden Militar de Santiago de la Espada permanecieron en esta residencia hasta la  llegada de la República, el 5 de octubre de 1910, cuando la segunda planta es ocupada por la Escuela Primaria Superior de D. António da Costa. Posteriormente es ocupada por el Instituto Sidónio Pais. Actualmente pertenece a los Recolhimentos.
Es un edificio de grandes dimensiones que no llegó a ser terminado, de carácter religioso y estilo artístico manierista y barroco. Su gran claustro de planta cuadrada, es el mayor de la península ibérica. Organizado en dos pisos de galerías con arcos de medio punto. Alberga las capillas del Senhor dos Passos y de la Encarnação, revestidas con tallas, esculturas y azulejos. La iglesia de una sola nave y cinco capillas laterales, contiene tallas doradas, mármoles polícromos y paneles de azulejos, destacando los que revisten las paredes y narran la vida de los Santos Mártires.
Está clasificado como inmueble de interés público que abarca la iglesia, el claustro y demás dependencias, así como las zonas exteriores ajardinadas del conjunto conventual. Actualmente pertenece al Estado, Ministerios de la Seguridad Social y de la Educación.